# Jacques De Wykerslooth De Rooyesteyn
Jacques De Wykerslooth De Rooyesteyn (* 8. Juli 1896 in Brüssel; † 19. Juli 1988 in Guirsch, Provinz Luxemburg) war ein belgischer Sportler, der im Modernen Fünfkampf aktiv war. In dieser Sportart nahm er an den Olympischen Sommerspielen 1924 in Paris teil.

## Leben und Karriere
Jacques De Wykerslooth De Rooyesteyn wurde im Jahre 1896 als ältestes Kind von Fernand De Wykerslooth De Rooyesteyn (1869–1954) und dessen Ehefrau Mathilde d’Huart (1874–1961) in Brüssel geboren und wuchs dort zusammen mit seiner Schwester Suzanne Marie Zoé Ghislaine (1897–1983) und seinem Bruder Hervé Marie Ferdinand (1900–1983) auf.
1924 startete er bei den Olympischen Sommerspielen in Paris im Modernen Fünfkampf, konnte sich jedoch gegen den Großteil des restlichen Teilnehmerfeldes nicht durchsetzen. Seine beste Platzierung war ein 17. Rang in der Disziplin Springreiten. In der Abschlusstabelle belegte er den 29. von 38 Plätzen.
Jacques De Wykerslooth De Rooyesteyn heiratete am 11. Februar 1926 in Etterbeek die aus Bulgarien stammende Sonia Robyns De Schneidauer (1901–1960), mit der er zwei Söhne hatte. Über sein späteres Leben ist nichts Näheres bekannt. Er überlebte seine Ehefrau, die am 24. Januar 1960 58-jährig in Woluwe-Saint-Pierre/Sint-Pieters-Woluwe verstarb, um mehr als 28 Jahre. Nach ihrem Tod hatte er nicht wieder geheiratet.
Jacques De Wykerslooth De Rooyesteyn starb am 19. Juli 1988 im Alter von 92 Jahren im kleinen Dorf Guirsch in der wallonischen Provinz Luxemburg.